# Sadocus conspicillatus
Sadocus conspicillatus is een hooiwagen uit de familie Gonyleptidae.